# فيروس كوكساكي أ
فيروس كوكساكي أ (بالإنجليزية: Coxsackie A virus) هو فيروس كوكساكي محلل للخلايا من عائلة الفيروسات البيكورناوية، وهو فيروس معوي (مجموعة تحتوي على فيروسات شلل الأطفال، وفيروسات كوكساكي، وفيروسات وإيكو).

## البنية الفيروسية والجينوم
فيروس كوكساكي أ هو مجموعة فرعية من الفيروسات المعوية A، وهي فيروسات صغيرة غير مغلفة وإيجابية الإتجاه ووحيدة السلسلة. تحتوي قبعتها الواقية ذات العشرين وجهًا على جزء خارجي يحتوي على ستين نسخة من البروتينات الفيروسية (VP1،-2،-3) وجزء داخلي يحيط بجينوم الحمض النووي الريبي (RNA). يحتوي على ستين نسخة من البروتينات الفيروسية VP4. تتوسط هذه القفيصة دخول الخلايا وتثير الاستجابات المناعية الخلطية. تحتوي الفيروسات المعوية على منخفض يحيط بكل محور خماسي (الوادي)، وهو موقع الارتباط للمستقبلات الشبيهة بالجلوبيولين المناعي. يمكن أن يؤدي هذا الارتباط إلى توسع الفيروس وإطلاق الجينوم الخاص به.
أظهر تحليل الجينوم الكامل لسلالات فيروس كوكساكي A2 وA4 وA5 وA10 المعزولة من الأفراد المصابين بمرض الحمى القلاعية أن إعادة التركيب الطبيعي أمر متكرر في تطور الفيروس. وكانت سلالاته في الصين مرتبطة بسلالات في منغوليا وتايوان، ومن المرجح أن تكون تلك التي انتشرت في أوروبا، وتشكل سلالة متميزة عن السلالات المستوردة من اليابان وكوريا الجنوبية.

## دورة النسخ
يحدث تكرار فيروس كوكساكي من خلال مساهمات المضيف ومكونات الفيروس. يدخل الفيروس الخلية حيث يتم استيعابه في الشبكة الإندوبلازمية وجهاز جولجي. بعد فك غلاف الفيروس، يتم إطلاق الحمض النووي الريبي الفيروسي. تقوم الريبوسومات الموجودة على الشبكة الإندوبلازمية الخشنة بترجمة الحمض النووي الريبي (RNA) إلى بروتين فيروسي متعدد البروتينات. تتم معالجة هذا البروتين المتعدد إلى البروتين الهيكلي P1 والبروتينات غير الهيكلية P2 وP3. عن طريق بروتيناز المشفر بالفيروس، تتم معالجة P1 في بروتينات الوحدة الفرعية للقفيصة الفيروسية VP0، -1، -3. تحتوي المنطقة غير المشفرة 5' على تسلسلات تتحكم في تكرار الجينوم وترجمته، في حين تحتوي المنطقة 3' غير المشفرة على ذيل polyA اللازم لعدوى الفيروس.

## الأمراض

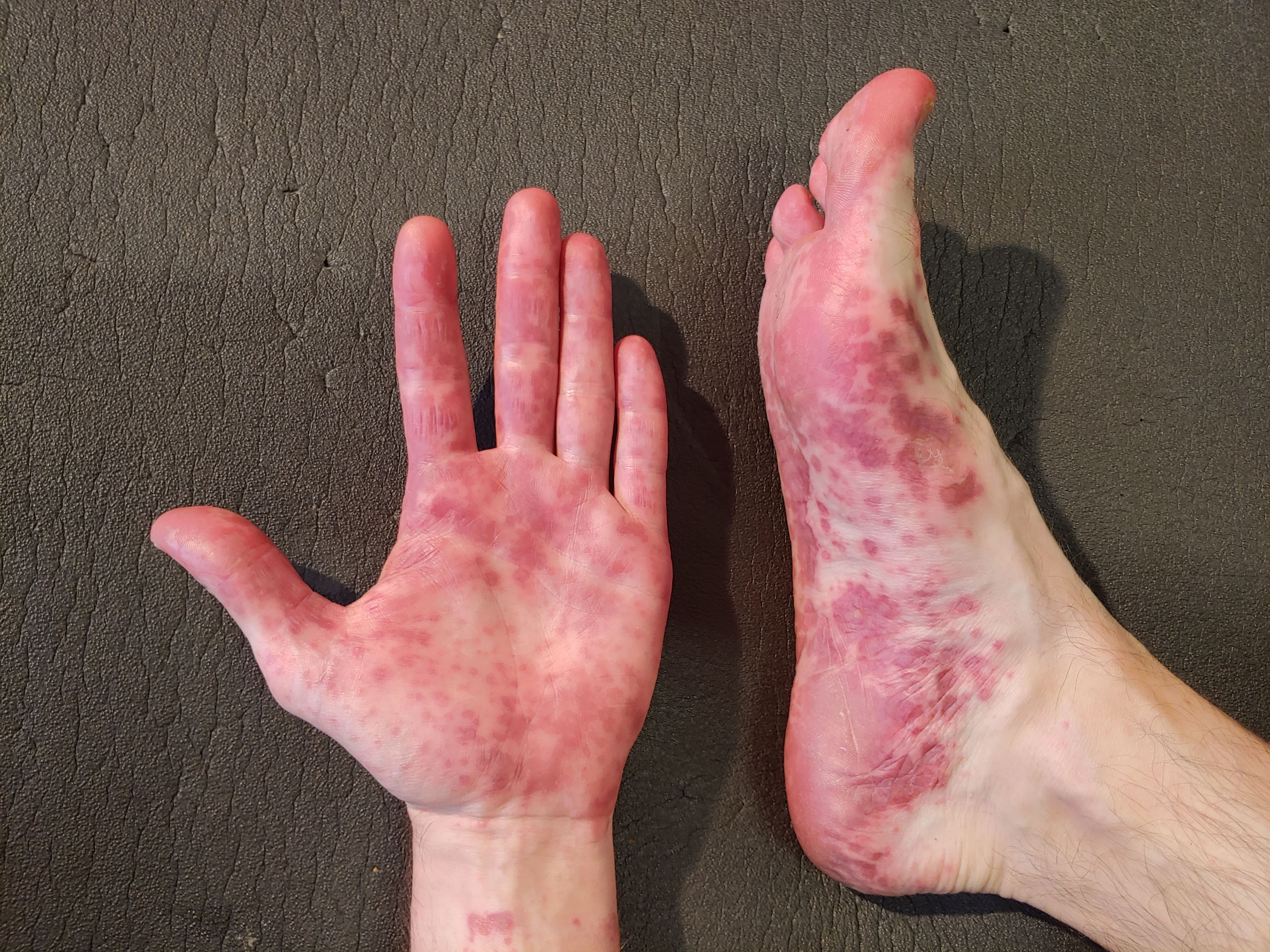
عدوى فيروس كوكساكي على جلد البالغين

أشهر مرض كوكساكي "أ" هو مرض اليد والقدم والفم (لا علاقة له بمرض الحمى القلاعية )، وهو مرض شائع يصيب الأطفال في الغالب بعمر 5 سنوات أو أقل،  غالبًا ما ينتج عن كوكساكي A16. في معظم الأفراد، تكون العدوى بدون أعراض أو تسبب أعراضًا خفيفة فقط. وفي حالات أخرى، تؤدي العدوى إلى حمى قصيرة الأمد (7-10 أيام) وبثور مؤلمة في الفم (حالة تعرف باسم الهربانجينا )، أو على راحتي اليدين وأصابع اليد، أو على باطن القدمين. كما يمكن أن تكون هناك بثور في الحلق، أو فوق اللوزتين أو فوقهما. يمكن أن يتأثر البالغون أيضًا. يمكن أن يكون الطفح الجلدي، الذي يمكن أن يظهر بعد عدة أيام من ارتفاع درجة الحرارة والتهاب الحلق المؤلم، مثيرًا للحكة ومؤلماً، خاصة على اليدين/الأصابع وأسفل القدمين.
تشمل الأمراض الأخرى التهاب الملتحمة النزفي الحاد (A24 على وجه التحديد)، والذبحة الحلئية، والتهاب السحايا العقيم (فيروسات كوكساكي A وB). يرتبط فيروس كوكساكي A7 بالأمراض العصبية ويمكن أن يسبب شلل الأطفال .

## العلامات والأعراض
يؤدي فيروس كوكساكي أ إلى عدد من الأمراض، إلا أن العلامات والأعراض الأكثر شيوعًا التي تظهر مع العدوى هي الحمى والأعراض الشبيهة بالأنفلونزا، وتقرحات الفم، والطفح الجلدي. وقد يعاني الأشخاص المصابون من حمى خفيفة وإلتهاب في الحلق وانزعاج عام بعد ثلاثة إلى ستة أيام من التعرض. قد تظهر تقرحات الفم المؤلمة (الخناق الحلقي) في الجزء الخلفي من الفم. تظهر هذه القروح عادةً بعد 24 ساعة من بدء ظهور أعراض تشبه أعراض الأنفلونزا، وقد تتقرح، مما يسبب مزيدًا من الانزعاج عند الأكل أو الشرب. قد يظهر طفح جلدي مسطح أحمر اللون، وعادة ما يكون مصحوبًا ببثور مملوءة بالسوائل وجرب. يظهر الطفح عادة في أسفل القدمين، وكف اليدين، ومناطق أخرى من الجسم، ويستمر لمدة تصل إلى عشرة أيام.
عندما تكون الأعراض شديدة بشكل لا يصدق، قد يحتاج البعض إلى دخول المستشفى بسبب الجفاف الناجم عن عدم القدرة على بلع الطعام أو الماء دون ألم، أو يمكن أن تحدث نوبات وتشنجات بسبب ارتفاع درجة الحرارة. تشمل علامات الجفاف جفاف الجلد، أو فقدان الوزن غير المقصود، أو انخفاض إنتاج البول/البول الداكن، وإذا وجدت يجب الرجوع إلى مقدم الرعاية الصحية للتدخل. وتشمل المضاعفات الخطيرة الأخرى حالات التهاب الدماغ، مثل التهاب السحايا الفيروسي أو التهاب الدماغ، والتي تتطلب التدخل الطبي. قد تحتاج الرعاية الصحية المتخصصة إلى مراقبة ما إذا كان الشخص المصاب يعاني من نقص المناعة، أو إذا لم تتحسن الأعراض خلال عشرة أيام.
يتمحور تشخيص هذا المرض حول ظهور وسلوك الحمى والطفح الجلدي وقروح الفم. وبعيدًا عن الأعراض، يؤخذ العمر أيضًا في الاعتبار، حيث أن العمر الأكثر شيوعًا للإصابة هو أقل من خمس سنوات. قد يختار أخصائي الرعاية الصحية تأكيد التشخيص من خلال جمع عينات من تقرحات الفم والبثور الجلدية، أو يمكن أيضًا طلب عينة من البراز لاستبعاد أي أسباب أخرى.

## تفشي المرض
منذ عام 2008، ارتبط فيروس كوكساكي A6 (CVA6) بالعديد من حالات تفشي مرض اليد والقدم والفم (HFMD) في جميع أنحاء العالم. في فنلندا، أدت الحالة الأولية لمرض مرض اليد والقدم والفمHFMD الناجم عن فيروس CVA6 أدى إلى تحديده ككائن ممرض مسؤول عن تفشي الأمراض في أوروبا وأمريكا الشمالية وآسيا. تم أيضًا ربط فيروس كوكساكي A16 (CVA16) بمرض مرض اليد والقدم والفمHFMD.
تظهر حالات تفشي المرض بشكل أكثر شيوعًا بين الأطفال (الذين يبلغون من العمر سبعة أعوام أو أقل) مقارنةً بمعدلات تفشي المرض بين البالغين. ونتيجة لذلك، هناك حالات تفشي داخل مراكز الرعاية النهارية، والمخيمات الصيفية، وأوائل فصل الخريف.

## الحمل
مضاعفات الحمل الخطيرة بسبب مرض اليد والقدم والفم نادرة بسبب بياناته المحدودة. ومع ذلك، فإن مرض مرض اليد والقدم والفمHFMD يثير قلقا ومخاوفا اذا مااصيبت به المراة الحامل في الشهور الاخيرة , ارتبطت عدوى CVA16 بترسب الفيبرين الضخم في الثلث الثالث من الحمل مما يؤدي إلى الوفاة داخل الرحم. وقد أدى أيضًا إلى الإجهاض التلقائي في الأشهر الثلاثة الأولى من الحمل. بشكل عام، هناك معلومات محدودة حول سلالة فيروس كوكساكي A لدى النساء الحوامل.
من ناحية أخرى، كانت هناك بعض التقارير عن فيروس كوكساكي ب (CVB) فيما يتعلق بالنساء الحوامل. لا يرتبط تقلص CVB بزيادة خطر الإجهاض التلقائي. على الرغم من أن المضاعفات في نهاية الحمل تحمل خطرًا متزايدًا لولادة طفل ميت أو مرض اليد والقدم (HFMD) لدى الطفل. كانت هناك تقارير عن عيوب خلقية في القلب وتشوهات في الجهاز البولي التناسلي عند الأطفال حديثي الولادة من النساء اللاتي تحولن مصليًا إلى CVB أثناء الحمل. CVB هو المسؤول عن ما يصل إلى نصف جميع الأفراد المصابين بالتهاب عضلة القلب عند الأطفال. في الماضي، ذكر أن الأطفال حديثي الولادة الذين أصيبوا بفيروس كوكساكي ب (CVB) لديهم معدل وفيات بنسبة 75٪ بسبب التهاب عضلة القلب.

## طرق انتقال الفيروس
فيروس كوكساكي أ هو فيروس شديد العدوى يسبب عادةً مرض اليد والقدم والفم الخفيف، لكن المضاعفات قد تؤدي إلى أمراض أكثر خطورة يمكن أن تؤثر على القلب والرئتين والعضلات والمزيد.[بحاجة لمصدر] طرق انتقال فيروس كوكساكي هي في المقام الأول من خلال الاتصال بين الناس، وقطرات الجهاز التنفسي (السوائل من السعال والعطس)، والأسطح الملوثة. يمكن أن تصاب جميع الفئات العمرية بفيروس كوكساكي، إلا أنه يحدث في أغلب الأحيان عند الأطفال الصغار الذين تقل أعمارهم عن 10 سنوات والذين يعانون من ضعف في جهاز المناعة. والطرق الرئيسية لانتشار فيروس كوكساكي هي:
- عن طريق الانتقال المباشر (عندما يسعل أو يعطس شخص مصاب في أي أغشية مخاطية للوجه أي العينين والأنف والفم) [25][26]
- انتقال البراز عن طريق الفم (الفيروس الموجود في براز شخص مصاب ينتهي به الأمر في فم شخص آخر) [25][24]
- عن طريق الاتصال السطحي (عندما يلمس شخص مصاب وجهه ثم يلمس سطحًا، فإن السطح يكون ملوثًا بهذا الفيروس. ويأتي الشخص التالي ويلمس نفس السطح ثم يلمس وجهه) [14][25]
- عن طريق النقل الجوي (عندما يستنشق شخص غير مصاب الرذاذ التنفسي لشخص مصاب) [25]

على الرغم من أن البالغين أقل عرضة للإصابة بالعدوى، إلا أنه لا يزال من الممكن إصابة شخص بالغ بفيروس كوكساكي. إذا أصيبت الأم الحامل بالعدوى، فهناك احتمال بنسبة 30-50٪ أن تنتقل العدوى إلى الرضيع.

## طرق الوقاية
ولا يوجد لقاح لتقليل فرص الإصابة وانتشار المرض. ومن الأهمية بمكان استخدام التدخلات غير الدوائية للحد من انتشار وانتقال فيروس كوكساكي. إن الإستراتيجية الأفضل والأكثر فعالية للوقاية هي اتباع نظافة اليدين المناسبة، وتجنب ملامسة المصابين، والامتناع عن لمس الأغشية المخاطية للوجه، وتعقيم الأسطح التي يتم لمسها بشكل متكرر.

## التكهن
قد يعاني بعض المصابين بفيروس كوكساكي من مضاعفات قد تؤدي إلى مشاكل أكثر خطورة. تشمل المضاعفات التهاب الفم ، والتهاب السحايا، والوذمة الرئوية ، والتهاب عضلة القلب، والالتهاب الرئوي ، وربما الإجهاض التلقائي .

## العلاج
يعتمد العلاج على عملية المرض التي بدأها الفيروس. ولا يوجد علاج أو لقاح معروف ضد هذا الفيروس.
معظم حالات الإصابة بفيروس كوكساكي A خفيفة وتنتهي من تلقاء نفسها مما يعني أن العدوى لديها القدرة على الشفاء من تلقاء نفسها دون الحاجة إلى علاج. تميل أعراض عدوى كوكساكي A إلى التلاشي من تلقاء نفسها خلال 7 إلى 10 أيام. يميل العلاج إلى التركيز على الرعاية الداعمة حيث يتم استهداف أعراض العدوى وليس الفيروس نفسه. يمكن استخدام مضادات الالتهاب غير الستيروئيدية مثل الأيبوبروفين / النابروكسين والأسيتامينوفين للتحكم في الأعراض الشبيهة بالأنفلونزا والحمى وأي ألم آخر قد يشعر به الشخص المصاب. لا تعطي الطفل الأسبرين لأنه قد يزيد من خطر الإصابة بمتلازمة راي . يوصى بالسوائل لتقليل فرص الجفاف. ستجعل تقرحات الفم الأكل والشرب مؤلمة وقد تؤدي إلى فقدان الشهية ورفض تناول الطعام من أجل منع آلام الفم والحلق. الجفاف الشديد قد يؤدي إلى دخول المستشفى. بالإضافة إلى ذلك، يمكن استخدام الأدوية المسكنة الموضعية عن طريق الفم أو شطف المياه المالحة للمساعدة في تخدير القروح وتخفيف آلام الحلق. نظرًا لأن كوكساكي أ هي عدوى فيروسية، فلن يكون للمضادات الحيوية أي تأثير على العدوى لأنها تعمل فقط على الالتهابات البكتيرية .

## أنظر أيضا
- مرض بورنهولم
- فيروس كوكساكي ب